# Лејкмонт (Пенсилванија)
Лејкмонт (енгл. Lakemont) насељено је место без административног статуса у америчкој савезној држави Пенсилванија.

## Демографија
По попису из 2010. године број становника је 1.868.
| Група             | 2000.    | 2010.         |
| Белци             | 0 (0,0%) | 1.821 (97,5%) |
| Афроамериканци    | 0 (0,0%) | 15 (0,8%)     |
| Азијати           | 0 (0,0%) | 16 (0,9%)     |
| Хиспаноамериканци | 0 (0,0%) | 9 (0,5%)      |
| Укупно            | 0        | 1.868         |